# Diplophyllum serrulatum
Diplophyllum serrulatum là một loài rêu tản trong họ Scapaniaceae. Loài này được (K. Müller) Stephani miêu tả khoa học lần đầu tiên năm 1910.